# 岩崎貢
岩崎 貢（いわさき みつぐ、1893年11月19日 - 1975年5月25日）は、日本の政治家。大分県議会議長・自由民主党大分県支部連合会長などを歴任した。

## 経歴
1893年11月19日、大分県北海部郡青江村にて、岩崎宝十郎の次男として誕生する。臼杵中学校に通うも、病気のため中退する。その後、20歳で憲政会の青年会津久見分会長となる。大正期には箕浦勝人を支持し、普通選挙運動に加わった。1924年5月には、衆院選における羽田彦四郎の選挙結果を巡って乱闘事件を起こし、検挙される。しかし、この「大分三区事件」により、対立候補であり、羽田を制して当選した木下謙次郎の得票に無効票があることがわかり、選挙結果は覆った。岩崎は禁固1年の判決を受けていたが、これも無罪となった。1933年には津久見町会議員となるも、太平洋戦争中に翼賛政治体制を批判して町議を辞任した。
戦後の1947年、大分県議会議員となる。1951年には大分県議会議長・自由党大分県連会長をつとめた。1955年には大分県知事選挙に出馬するも、日本社会党推薦候補であった木下郁に敗北した。保守合同ののち、1959年には自由民主党大分県連会長となり、1963年にも県知事選挙に出馬したものの、再び木下に敗北した。1975年5月25日に死去。